# Wright Aeronautical
Die Wright Aeronautical Corporation war ein 1919 aus der Wright-Martin Aircraft Company hervorgegangenes US-amerikanisches Unternehmen.

## Geschichte
Während des Ersten Weltkriegs hatte die Vorgängerfirma die französischen Sechszylinder-V-Motoren Hispano-Suiza HS 41 und HS 42 in Lizenz gebaut.
Der Flugzeugbau wurde Anfang der 1920er-Jahre eingestellt, nachdem man sich nicht in der Lage sah, konkurrenzfähige Modelle zu entwickeln. Die Firma fertigte zunächst weiter die beiden Hispano-Suiza-Motoren. Sie wurden aber auf Zollmaße umgestellt, weiterentwickelt und unter den Bezeichnungen Wright E2 und Wright H3 vertrieben. Von diesem Motor wurde auch ein V-Motor mit zwölf Zylindern mit der Bezeichnung Wright T3 Tornado abgeleitet, der durch seine damals herausragende Leistung von 675 PS (497 kW) auffiel. Weitere Produkte waren ein Sechszylinder-Motor für den Einsatz in Schiffen der US-Marine und Weiterentwicklungen des Liberty-Motors. 1923 gaben die amerikanischen Behörden bekannt, in Zukunft nur noch luftgekühlte Motoren in ihre Flugzeuge einbauen zu wollen, um das empfindliche und störanfällige Wasserkühlsystem zu vermeiden.
Wright selbst hatte zwar ab 1919 den luftgekühlten Sternmotor Wright R-1 entwickelt, der jedoch zu schwer war und nicht genug Leistung lieferte. Samuel D. Heron überarbeitete 1922 die Zylinderköpfe des R-1, doch ließ sich der Motor nicht wirtschaftlich herstellen und wurde deshalb nicht verkauft.
Wright Aeronautical erwarb am 15. Mai 1923 die Lawrance Aero Engine Corporation, deren Gründer, Charles Lawrance, nun Chefingenieur bei Wright Aeronautical wurde. Er hatte die Entwürfe für zwei luftgekühlte Sternmotoren Lawrance-J und Lawrance-L mitgebracht. Aus dem von der US-Navy bestellten, aber unzuverlässigen Neunzylinder-Sternmotor Lawrance J-1 entstand zunächst nach einigen Änderungen der Wright J-3. Trotz allem Fortschritt befriedigte das Triebwerk noch nicht völlig und so wurde der Wright J-4 entwickelt, der geänderte Zylinderköpfe erhielt und 1924 vorgestellt wurde. Dieses Triebwerk, das erstmals den Namen Whirlwind trug, wurde ein voller Erfolg.
1925 verließen der bisherige Chef der Motorenentwicklung Frederick Brant Rentschler, und seine Mitarbeiter George J. Mead, Andy Willgoos, Charles Marks und John Borrup das Unternehmen und begannen bei Pratt & Whitney die heute noch fortgeführte Flugmotorenentwicklung. Lawrance wurde daraufhin CEO des Unternehmens.
Samuel D. Heron füllte die Lücke und entwarf 1925 neue Zylinderköpfe für den J-4. Der so entstandene Wright J-5 erfüllte nun alle Anforderungen und wurde eines der zuverlässigsten Triebwerke seiner Zeit. Charles Lindberghs Maschine hatte bei der ersten Atlantiküberquerung einen Wright-J-5-Motor. Firmen in vielen Ländern, wie  Kanada, Frankreich, Polen und Japan erwarben die Nachbaurechte und stellten den Motor in großen Stückzahlen her. Die Firma selbst baute 1928 nicht weniger als 1597 Whirlwinds.
Bereits 1925 war der in der Bohrung gegenüber dem J-5 vergrößerte Siebenzylinder-Motor Wright J-6 vorgestellt worden. Bis Mitte der 1940er-Jahre wurden drei Varianten mit fünf, sieben und neun Zylindern bei Wright und anschließend bei der Nachfolgefirma Curtiss-Wright mit den Bezeichnungen Wright R-540, Wright R-760 und Wright R-975 gebaut. Continental Motors stellte den R-975 in einer Version mit Zwangskühlung als Antrieb des amerikanischen Panzers M4 Sherman her.
Im Jahr 1929 fusionierte Wright Aeronautical mit Curtiss Aeroplane and Motor Company Incorporated zur Curtiss-Wright Corporation.